# Abílio Pereira de Rezende
Abílio Pereira de Rezende (Santa Cruz, atual distrito de Aracruz, 1882  — São Paulo, 14 de dezembro de 1958) foi um general-de-brigada do Exército Brasileiro, político e fazendeiro brasileiro.

## Biografia
Abílio Pereira de Rezende nasceu em 1882, na então cidade de Santa Cruz, atual distrito do município de Aracruz, no Espírito Santo, filho do engenheiro Francisco Pereira de Rezende e de Maria Vitória da Costa Rezende. Teve os irmãos Romão, Teófila, Amálio, Odecia, Silvia, Alícia, Abel, Corina e Francisco. Por conta do seu matrimônio estabeleceu residência no Estado de São Paulo, onde residiu a maior parte de sua vida.
Realizou estudos elementares no antigo Ginásio Nacional, atual Colégio Pedro II, no Rio de Janeiro, então Distrito Federal.
Em 1900 tentou ingressar na Escola Naval da Marinha Brasileira, mas foi considerado inabilitado. No ano seguinte, assentou praça no Exército Brasileiro, como alferes-aluno, realizando curso na antiga Escola Preparatória e de Tática do Realengo. Em 1902 ingressou na então Escola Militar do Brazil.
Em 1905 foi excluído do Exército por conta de sua participação no levante conhecido como a Revolta da Vacina, que envolveu integrantes das Escolas Militares do Rio de Janeiro, em 14 de novembro de 1904. Porém, foi anistiado ainda naquele ano. No ano seguinte, retomou o curso geral na antiga Escola Militar da Praia Vermelha.
Em 1906 foi transferido para a Escola de Guerra de Porto Alegre, classificado na 2ª Cia do batalhão da Escola. Essa mudança foi por causa da punição ao corpo discente da Escola Militar da Praia Vermelha no Rio de Janeiro, por causa da participação dos cadetes na Revolta da Vacina, o que resultou na criação da Escola de Guerra de Porto Alegre, por meio do Decreto nº 5.698 de 2 de outubro de 1905.
Em 2 de janeiro de 1909, foi declarado aspirante ao oficialato do Exército Brasileiro, na arma da infantaria. Ainda naquele ano foi classificado na 1ª Cia Isolada do Exército. Poucas semanas depois transferido para a 10ª Cia de Caçadores Isolada.
Em 1910 fez parte da Cia de atiradores do Tiro Brasileiro de Santos. Ainda naquele ano foi classificado para servir na 9ª Região Militar.
Em 2 janeiro de 1913 foi promovido a 2º tenente e classificado na 10ª Cia Isolada. Em agosto daquele ano foi classificado na 5ª Cia de Metralhadoras do 25º Batalhão de Caçadores de Teresina no Piauí, mas retornou ao posto anterior no mês de setembro.
Em junho de 1916 foi classificado no 4º Regimento de Infantaria sediado em Osasco, no Estado de São Paulo.
Em julho de 1918 foi promovido a 1º tenente e na sequência classificado no 1º Batalhão de Caçadores. Em outubro daquele ano foi classificado na 43º Batalhão de Caçadores.
Em novembro de 1920 passou para o 4º Batalhão de Caçadores, sediado no bairro de Sant’Ana, na cidade de São Paulo. Em 1922 realizou curso na Escola de Aperfeiçoamento para Oficiais. Durante esse curso, chegou a ser preso suspeito de ter participado da Revolta do Forte de Copacabana, na capital federal, porém, foi solto poucos dias depois. Em 30 de dezembro de 1922 foi promovido a capitão. Em janeiro de 1923 classificado para o comando da 1ª Cia daquele batalhão.
Durante a Revolução de 1924, o então comandante da 1ª Cia do 4º B.C. atuou pelo lado da legalidade, na defesa do governo estadual de Carlos de Campos. Naquela ocasião foi ferido durante combate contra os rebeldes numa trincheira no bairro do Ipiranga, em São Paulo.
Em 14 de outubro de 1925 foi promovido a major, por merecimento. Na sequência, foi nomeado chefe da 4ª Circunscrição Militar de Recrutamento da 2ª Região Militar, respectiva a São Paulo, cargo que exerceu entre 26 de outubro de 1927 a 17 de setembro de 1930.
Em 31 de julho de 1930, por decreto presidencial, foi promovido a tenente-coronel, por antiguidade. Naquele mesmo ano, em 14 de agosto, foi nomeado por decreto do Presidente da República para o comando do 4º Regimento de Infantaria, sediado em Quitauna, na cidade de Osasco, posto que assumiu no dia 27 daquele mês.
Na Revolução de 1930 atuou novamente pelo lado da legalidade e na defesa do governo estadual e governo federal, combatendo os rebeldes na fronteira entre Minas Gerais e São Paulo.
Em 28 de novembro de 1930 foi transferido para o 27º Batalhão de Caçadores de Manaus, mas, pouco depois, classificado para a chefia da 7º Circunscrição de Recrutamento.
Em fevereiro de 1931 foi transferido para o comando do 25º Batalhão de Caçadores, em Teresina.
Em 3 de junho de 1931, por decreto presidencial, foi nomeado chefe da 10ª Circunscrição de Recrutamento Militar. Mas, no dia 24 daquele mês, foi nomeado novamente para a 7ª Circunscrição de Recrutamento Militar.

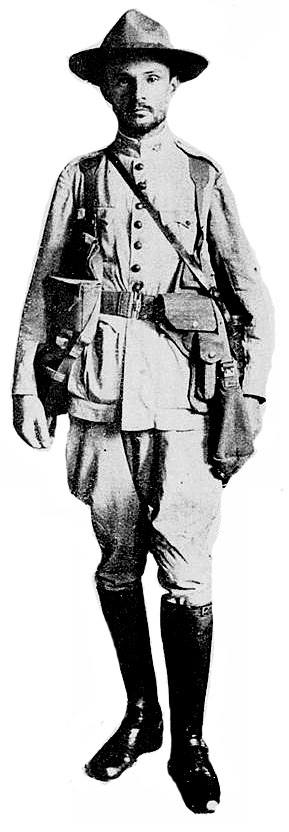
O então capitão Abílio durante a Revolução de 1924 em São Paulo

Em 8 de abril de 1932 foi transferido do quadro ordinário para o quadro suplementar do Exército Brasileiro.
Participou das conspirações e preparativos para a Revolução Constitucionalista de 1932, eclodida na noite de 9 de julho. Uma vez deflagrado o levante, comandou o destacamento das tropas constitucionalistas responsável pelas defesas de Piquete, subordinado a 2ª Divisão de Infantaria em Operações (2ª D.I.O.) comandada pelo coronel Euclydes de Oliveira Figueiredo. Naquela posição repeliu sucessivas incursões das tropas do 10º, 11º e 12º Regimentos de Infantaria do Exército Federal. Em 4 de agosto deixou o comando do destacamento, por ter sido nomeado para o comando da praça militar de Lorena, sendo substituído no posto pelo major do Exército Leôncio de Figueiredo Neiva. Exerceu a resistência aos governistas naquela posição até 13 de setembro de 1932, quando então teve ordens para organizar o recuo das tropas da região para a nova linha de defesa em Engenheiro Neiva, na cidade de Guaratinguetá. Por conta de sua atuação no levante foi considerado desertor e reformado administrativamente pelo governo provisório, em 20 de setembro de 1932. Findo o conflito foi preso e em 28 de outubro de 1932 foi deportado junto a demais militares implicados no levante para Portugal, na primeira leva de exilados políticos do regime de Getúlio Vargas. Retornou ao país somente em agosto 1933 após autorização especial do governo federal.
Foi anistiado pelo governo provisório por meio do decreto-lei nº 24.297 de 28 de maio de 1934 e em junho de 1934 ficou adido ao quadro do departamento de pessoal do Ministério da Guerra. Retornou efetivamente ao serviço ativo somente em agosto daquele ano.
Em 31 de agosto de 1934, por decreto do Presidente da República, foi promovido a coronel de infantaria. Em 23 de novembro daquele ano foi nomeado para o comando do 11º Regimento de Infantaria, sediado em São João Del Rey, em Minas Gerais.
Em 18 de outubro de 1935 foi transferido para o comando do 6º Regimento de Infantaria, sediado na cidade de Caçapava, em São Paulo.
Em 24 de julho de 1936 foi transferido a pedido para o 4º Regimento de Infantaria, em Osasco.
Em 8 de maio de 1937 foi classificado para o quadro especial de carreira dos oficiais do Exército Brasileiro, por conta de sua participação na Revolta Constitucionalista. Em 27 de maio daquele ano ficou adido ao Quartel General do comando da 2ª Região Militar, respectiva a São Paulo. Pouco depois foi transferido do quadro ordinário para o suplementar. Em 6 de agosto foi classificado para comandar o 25º Batalhão de Caçadores, unidade que havia comandado seis anos antes. Em 30 de outubro do mesmo ano foi novamente nomeado para a Chefia da 4ª Circunscrição de Recrutamento Militar, respectiva a São Paulo, posto que efetivamente ocupou de 11 de novembro de 1937 até 10 de abril de 1938.
Em 1º de julho de 1938 foi transferido a pedido para a reserva de primeira linha do Exército Brasileiro por decreto do Presidente da República, com a patente de coronel de infantaria. Na ocasião acumulava mais de 35 anos de serviço ativo na instituição.
Após passar para a reserva militar, dedicou-se as suas fazendas de café, situadas no noroeste paulista e no Estado de Goiás. Nesse período também foi um influente integrante da Sociedade Rural Brasileira, também tendo integrado a Cooperativa Central de Cafeicultores de São Paulo, onde era suplente da diretoria.
Foi um dos pioneiros da extensiva mecanização da agricultura no Brasil. Na década de 1940 a agricultura brasileira ainda era intensiva em mão-de-obra e pouco mecanizada, pois somente algumas grandes fazendas possuíam os inovadores maquinários para a lavoura, principalmente a do café, o que comprometia a produtividade da produção agrícola brasileira. No ano de 1946, chegou a apresentar ao então Ministro da Agricultura Manuel Neto Campelo Júnior uma proposta para incentivo à mecanização das lavouras, defendendo que a extensiva mecanização da lavoura do café e de outras culturas como forma de aumentar a produtividade da agricultura brasileira e redução dos custos dos produtores. Essa proposta compreendia principalmente formas de financiamento governamental para mecanização das lavouras de pequenos e médios agricultores. O coronel Abílio entendia que, por causa do alto valor de capital a ser empregado na compra desses maquinários, o governo federal deveria financiar os maquinários por meio de crédito ou ofertá-los por meio de aluguel.
Em 16 de novembro de 1942, por decreto do Presidente da República, foi revertido ao serviço ativo por necessidade de serviço e na sequência nomeado Chefe da Seção de Recrutamento Militar de São Paulo. Naquela ocasião, em plena a Segunda Guerra Mundial, o Brasil já havia declarado guerra aos países do Eixo. Comandou a 5ª e a 6º Circunscrição de Recrutamento, de novembro 1942 e até julho de 1943, quando então retornou para a reserva militar.
Nas Eleições de 1950, candidatou-se a uma vaga na Câmara dos Deputados pelo Partido Republicano.
Em 30 de dezembro de 1950, por decisão do Supremo Tribunal Militar, foi promovido a General-de-Brigada, patente em que foi reformado militarmente.
Morreu em 14 de dezembro de 1958, aos 76 anos, na cidade de São Paulo, sepultado no dia seguinte com honras militares e amplas homenagens da família e dos amigos. A Missa de Sétimo Dia foi realizada na Igreja São Gabriel, no Jardim Paulista, na capital paulista.
Era casado com a paulista Ana Sampaio Pereira de Rezende, com quem teve os filhos Maria Raquel, Armando e Cássio José.
Em julho de 1970 os seus restos mortais foram transladados para o Mausoléu do Soldado Constitucionalista situado no Parque Ibirapuera, na capital paulista.